# Lijst van voetbalinterlands Brunei - Singapore
Deze lijst van voetbalinterlands is een overzicht van alle officiële voetbalinterlands tussen de nationale teams van Brunei en Singapore. De landen hebben tot nu toe veertien keer tegen elkaar gespeeld. De eerste ontmoeting, een kwalificatiewedstrijd voor de Azië Cup 1976, vond plaats in Bangkok (Thailand) op 24 december 1975. Het laatste duel, een vriendschappelijke wedstrijd, werd gespeeld op 6 juni 2015 in Singapore.

## Wedstrijden
| №  | Plaats              | Datum            | Competitie                      | Wedstrijd          | Uitslag |
| -- | ------------------- | ---------------- | ------------------------------- | ------------------ | ------- |
| 1  | Bangkok             | 24 december 1975 | Azië Cup 1976 kwalificatie      | Singapore − Brunei | 6 − 0   |
| 2  | Bangkok             | 23 november 1980 | Vriendschappelijk               | Singapore − Brunei | 3 − 0   |
| 3  | Singapore           | 7 oktober 1982   | Vriendschappelijk               | Singapore − Brunei | 7 − 0   |
| 4  | Singapore           | 4 juni 1983      | Zuidoost-Aziatische Spelen 1983 | Singapore − Brunei | 4 − 0   |
| 5  | Singapore           | 16 oktober 1985  | Vriendschappelijk               | Singapore − Brunei | 2 − 1   |
| 6  | Bangkok             | 13 december 1985 | Zuidoost-Aziatische Spelen 1985 | Brunei − Singapore | 0 − 3   |
| 7  | Bandar Seri Begawan | 19 juli 1987     | Vriendschappelijk               | Brunei − Singapore | 1 − 2   |
| 8  | Bandar Seri Begawan | 25 juli 1987     | Vriendschappelijk               | Brunei − Singapore | 2 − 1   |
| 9  | Lamphun             | 4 december 1995  | Zuidoost-Aziatische Spelen 1995 | Brunei − Singapore | 2 − 2   |
| 10 | Singapore           | 4 september 1996 | Vriendschappelijk               | Singapore − Brunei | 3 − 0   |
| 11 | Jakarta             | 12 oktober 1997  | Zuidoost-Aziatische Spelen 1997 | Singapore − Brunei | 1 − 0   |
| 12 | Bandar Seri Begawan | 4 augustus 1999  | Zuidoost-Aziatische Spelen 1999 | Brunei − Singapore | 1 − 3   |
| 13 | Macau               | 20 februari 2000 | Azië Cup 2000 kwalificatie      | Singapore − Brunei | 1 − 0   |
| 14 | Singapore           | 5 juni 2015      | Vriendschappelijk               | Singapore − Brunei | 5 − 1   |

## Samenvatting
| Competitie                 | Totaal gespeeld | Winst Brunei | Gelijk | Winst Singapore | Doelsaldo Brunei – Singapore |
| -------------------------- | --------------- | ------------ | ------ | --------------- | ---------------------------- |
| Azië Cup-kwalificatie      | 2               | 0            | 0      | 2               | 0 − 7                        |
| Zuidoost-Aziatische Spelen | 5               | 0            | 1      | 4               | 3 − 13                       |
| Vriendschappelijk          | 7               | 1            | 0      | 6               | 5 − 23                       |
| Totaal                     | 14              | 1            | 1      | 12              | 8 − 43                       |

Wedstrijden bepaald door strafschoppen worden, in lijn met de FIFA, als een gelijkspel gerekend.
NFABD
Bermuda ·
Bhutan ·
Cambodja ·
China ·
Filipijnen ·
Hongkong ·
India ·
Indonesië ·
Japan ·
Jemen ·
Laos ·
Macau ·
Malediven ·
Maleisië ·
Mongolië ·
Myanmar ·
Nepal ·
Oost-Timor ·
Pakistan ·
Rusland ·
Singapore ·
Sri Lanka ·
Tadzjikistan ·
Taiwan ·
Thailand ·
Vanuatu ·
Verenigde Arabische Emiraten ·
Zuid-Korea
FAS · 
Lijst van A-internationals · 
Singaporees vrouwenelftal
1960 – 1969 ·
1970 – 1979 ·
1980 – 1989 ·
1990 – 1999 ·
2000 – 2009 ·
2010 – 2019
Afghanistan ·
Argentinië ·
Australië · 
Azerbeidzjan · 
Bahrein · 
Bangladesh · 
Brunei · 
Cambodja · 
Canada · 
China · 
Denemarken · 
Fiji ·
Filipijnen · 
Finland · 
Ghana · 
Guam ·
Hongkong · 
India · 
Indonesië · 
Irak · 
Iran · 
Israël · 
Japan · 
Jemen ·
Jordanië · 
Kazachstan · 
Kirgizië · 
Koeweit · 
Laos · 
Libanon · 
Macau · 
Malediven · 
Maleisië · 
Mauritius ·
Mongolië · 
Myanmar · 
Nepal · 
Nieuw-Zeeland · 
Noord-Korea · 
Noorwegen · 
Oezbekistan · 
Oman · 
Oost-Timor · 
Pakistan · 
Palestina · 
Papoea-Nieuw-Guinea ·
Polen · 
Qatar ·
Salomonseilanden · 
Saoedi-Arabië · 
Sri Lanka · 
Syrië · 
Tadzjikistan · 
Taiwan · 
Thailand · 
Turkmenistan · 
Uruguay · 
Verenigde Arabische Emiraten · 
Vietnam · 
Zuid-Korea · 
Zuid-Vietnam · 
Zweden